# Caprice (Debussy)
Pour les articles homonymes, voir Caprice.
Caprice est une mélodie de Claude Debussy composée en 1880.

## Composition
Caprice est une mélodie de Claude Debussy sur un poème de Théodore de Banville, extrait de son recueil Améthystes, et datant de la fin de l'année 1880. L'incipit est : « Quand je baise, pâle de fièvre ».
L'œuvre est dédiée à Marie Vasnier, soprano colorature et première muse du compositeur. La dédicace du manuscrit autographe, signée Ach. Debussy, porte un passage biffé : « ces mélodies conçues en quelque sorte par votre souvenir ne peuvent que vous appartenir comme vous appartient l'auteur ».

## Discographie
- Debussy Songs vol. 3, Jennifer France (soprano), Malcolm Martineau (piano), Hyperion Records CDA68016, 2014.
- Claude Debussy : intégrale des mélodies, 4 CD, Liliana Faraon et Magali Léger (sopranos), Marie-Ange Todorovitch (mezzo-soprano), Gilles Ragon (ténor), François Le Roux (baryton), Jean-Louis Haguenauer (piano), Ligia Digital, 2014[2],[3].
- Claude Debussy : The complete works, CD 19, Magali Léger (soprano), Jean-Louis Haguenauer (piano), Warner Classics, 2018[4].